# 孝仁動画
孝仁動画（ヒョインどうが、HYOIN ANIMATION）は、大韓民国のアニメ制作会社。

## 概要・沿革
- 商号：효인동화（孝仁動畫、孝仁動画、HYOIN ANIMATION）
- 設立：1989年
- 代表：김명숙（キム・ミョンスク）
- 本社所在地：ソウル特別市銅雀区新大方驛694-8
- 社団法人韓国アニメーション制作者協会会員[1]

1989年に会社が設立されて以来、長く日本などのアニメ作品で動画・仕上作業を多く請け負っていたが、2006年には自社とORANGE（オレンジ）、WHITE LINE（ホワイトライン）の三社が合同で国内作品『アニメフランチェスカ』を制作するまで成長した。
日本のアニメ制作会社では主にアゼータ・ピクチャーズ、オフィスていくおふ、ノーサイドと繋がりがあり、挙げた三社が制作協力とクレジットされる作品の一部では、動画（あるいは原画）・仕上の部分に「孝仁動画」の名前が見られる。
殆どの場合、「孝仁動画」「HYOIN ANIMATION」「Hyoin animation」とクレジット表記されているが、一度だけ『マーメイドメロディー ぴちぴちピッチ』で「HYOIN ANIMATION PROD」と表記された。

## 作品履歴

### テレビシリーズ
- 横山光輝 三国志 （1991年-1992年、動画・仕上）
- おにいさまへ… （1991年-1992年、原画・動画・仕上）
- 剣勇伝説YAIBA （1993年-1994年、動画・仕上）
- ジャングルの王者ターちゃん （1993年-1994年、仕上）
- 愛天使伝説ウェディングピーチ （1995年-1996年、彩色）
- ナースエンジェルりりかSOS （1995年-1996年、仕上）
- 爆れつハンター （1995年-1996年、動画・仕上）
- 名探偵コナン （1996年-、作監・原画・動画・仕上）
- 中華一番! （1997年-1998年、動画・仕上げ）
- アニメがんばれゴエモン （1997年-1998年、動画・仕上げ）
- グランダー武蔵RV （1998年、動画・仕上げ）
- Bビーダマン爆外伝 （1998年-1999年、動画・仕上）
- くまの子ウーフ （2000年、動画）
- 学園戦記ムリョウ （2001年、動画・仕上げ）
- Cosmic Baton Girl コメットさん☆ （2001年-2002年、動画・仕上）
- 星のカービィ （2001年-2003年、動画・デジタル彩色）
- ちょびっツ （2002年、動画・デジタルペイント）
- F-ZERO ファルコン伝説 （2003年-2004年、動画・デジタルペイント）
- ソニックX （2003年-2004年、原画・動画・デジタルペイント）
- 銀河鉄道物語 （2003年-2004年、動画・仕上げ）
- マーメイドメロディーぴちぴちピッチ （2003年-2004年、動画）
- ガングレイヴ （2003年-2004年、原画・動画・仕上）
- 天上天下 （2004年、原画・動画・デジタルペイント）
- BECK （2004年-2005年、動画・仕上）
- ピーチガール （2005年、原画・動画・デジタルペイント）
- いちご100% （2005年、動画・デジタルペイント）
- ぱにぽにだっしゅ! （2005年、原画・動画・仕上げ）
- 涼風 （2005年、動画・デジタルペイント）
- Canvas2 〜虹色のスケッチ〜 （2005年-2006年、原画・動画・仕上）
- 地獄少女 （2005年-2006年、動画）
- アニメフランチェスカ （2006年、ORANGE・WHITE LINEと合同制作）
- LEMON ANGEL PROJECT （2006年、原画・動画・仕上げ）
- かしまし 〜ガール・ミーツ・ガール〜 （2006年、動画・デジタルペイント）
- 夢使い （2006年、動画・仕上げ）
- 牙 -KIBA-  （2006年、動画・TP）
- 姫様ご用心 （2006年、各話原画・動画・ペイント）
- ポケットモンスター ダイヤモンド&パール （2006年-、原画・動画）
- DEATH NOTE （2006年-2007年、原画・動画・仕上）
- 護くんに女神の祝福を! （2006年-2007年、原画）
- 桃華月憚 （2007年、原画・動画・仕上げ）
- 神曲奏界ポリフォニカ （2007年、第二原画・デジタル彩色）
- ロミオ×ジュリエット （2007年、原画・動画・仕上）
- ケンコー全裸系水泳部 ウミショー （2007年、動画・デジタルペイント）
- BLUE DROP （2007年、原画）
- やっとかめ探偵団 （2007年、動画・彩色）
- しおんの王 （2007年、原画・動画・仕上げ）
- PRISM ARK （2007年、原画・動画・仕上げ）
- 魔人探偵脳噛ネウロ （2007年-2008年、原画・動画・仕上げ）
- ロザリオとバンパイア （2008年、第二原画）
- ポルフィの長い旅 （2008年、動画・デジタルペイント）
- ヤッターマン 第2作 （2008年、動画・デジタル仕上げ）
- コードギアス 反逆のルルーシュR2 （2008年、動画・仕上）
- 純情ロマンチカ （2008年、第二原画・動画・仕上げ）
- 西洋骨董洋菓子店 〜アンティーク〜 （2008年、動画・デジタルペイント）
- 蒼天航路 （2009年、原画）
- ジュエルペット （2009年、動画・デジタルペイント）

### OVA
- マネーウォーズ （1991年、原画・動画・仕上・美術）
- エクスパーゼノン （1991年、動画・仕上げ）
- ジョジョの奇妙な冒険 （1993年-1994年、動画・仕上）
- 臀撃おしおき娘 ゴータマン ゴータマン誕生編 （1994年、動画・仕上げ）
- ミネルバの剣士 （1999年、動画）

### WEBアニメ
- ペンギン娘♥はぁと （2008年、第二原画・動画・ペイント）

### 劇場映画
- 老人Z （1991年、動画）
- 走れメロス （1992年、制作協力）
- カードキャプターさくら 封印されたカード （2000年、作画・仕上協力スタジオ）
- ああっ女神さまっ （2000年、動画・仕上協力）
- ドラえもん のび太の恐竜2006 （2006年、動画・デジタルペイント）
- ドラえもん のび太の新魔界大冒険 〜7人の魔法使い〜 （2007年、動画・デジタルペイント）
- ドラえもん のび太と緑の巨人伝 （2008年、動画・デジタルペイント）
- ドラえもん 新・のび太の宇宙開拓史 （2009年、動画・仕上）

## 海外リンク
- 孝仁動画 公式サイト